# Deporte en Estados Unidos por estados
El deporte es una parte importante de la cultura de Estados Unidos desde el siglo XIX. A su vez, Estados Unidos ha influido fuertemente en el deporte mundial en diversos aspectos: sus logros en torneos internacionales, el atractivo de sus torneos nacionales, el desarrollo tecnológico y científico del deporte, la comercialización y difusión del deporte profesional, y su rol en la creación y gestión de diversas disciplinas.
Las principales ligas nacionales, que gozan de gran cobertura televisiva en el país, son la National Football League (fútbol americano), la Major League Baseball (béisbol), la National Basketball Association (baloncesto), la National Hockey League (hockey sobre hielo) y la Major League Soccer (fútbol). Los campeonatos de fútbol americano y baloncesto masculino universitario de la National Collegiate Athletic Association (NCAA) también gozan de popularidad en el país, sobre todo los torneos de la División I, que al igual que las principales ligas profesionales deportivas de Estados Unidos, gozan de cobertura televisiva a nivel nacional. Casi todas las ligas profesionales de Estados Unidos compiten también contra equipos de Canadá, lo que convierte estos torneos en auténticos campeonatos regionales de Norteamérica.
En cuanto a deportes individuales, los campeonatos profesionales más vistos y difundidos por los medios de comunicación de Estados Unidos son el PGA Tour y LPGA Tour (golf), la Copa NASCAR y la IndyCar Series (automovilismo) y el Ultimate Fighting Championship (artes marciales mixtas).

## Noreste

### Connecticut
Los Hartford Whalers disputaron la National Hockey League desde 1979 hasta 1997, tras lo cual se mudaron de estado. Los Hartford Dark Blues disputaron la Liga Nacional de Béisbol en 1876.
Los Hartford Blues jugaron la National Football League en 1926. En tanto, los New York Giants jugaron de local en el Yale Bowl de New Haven en las temporada 1973 y 1974, durante la construcción del Giants Stadium.
Los Boston Celtics de la National Basketball Association jugaron algunos partidos de local en el Hartford Civic Center entre 1975 y 1995. El Connecticut Sun disputa la WNBA desde 2003 en el poblado de Uncasville.
En cuanto a deporte universitario, los UConn Huskies juegan en la American Athletic Conference de la División I de la NCAA, logrando múltiples campeonatos nacionales de fútbol americano y baloncesto masculino y femenino. En tanto, los Harvard Crimson y Yale Bulldogs de la Ivy League mantienen una de las rivalidades de fútbol americano más antiguas, habiéndose enfrentado por primera vez en 1875.

### Delaware
Delaware no tiene equipo en las grandes ligas deportivas profesionales estadounidenses, por lo que muchos aficionados siguen a equipos de otros estados.
A nivel universitario el equipo de fútbol americano de los Fightin' Blue Hens de la Universidad de Delaware, tiene una gran acogida en todo el estado, seguido por los Hornets de la Universidad Estatal de Delaware y del equipo del Wesley College.
En la ciudad de Dover, se encuentra el autódromo Dover Motor Speedway, también conocido como Monster Mile, que es uno de los 10 recintos de todo el país que ha albergado más de 100 carreras NASCAR.

### Maine
Maine no cuenta con ningún equipo deportivo profesional en ligas como la NFL, NBA, MLB, MLS o NHL. Debido a eso, la mayoría de los habitantes del estado, al igual que en otros estados de Nueva Inglaterra, son seguidores de los equipos de Boston, en Massachusetts, como los Red Sox en béisbol, los Patriotas de Nueva Inglaterra de fútbol americano, o los Boston Celtics en baloncesto.

### Maryland
Anteriormente, los Baltimore Colts disputaron en la National Football League desde 1953 hasta 1983. Los Baltimore Ravens compiten en el certamen desde 1996. Asimismo, los Washington Redskins juegan en Maryland, cerca de la frontera con Washington.
Otros equipos deportivos profesionales son los Baltimore Orioles de las Grandes Ligas de Béisbol y los Washington Capitals de la National Hockey League. Además, los Washington Wizards también jugaron anteriormente en Maryland.
En cuanto a deporte universitario, cuenta con dos programas destacados. Los Maryland Terrapins han logrado en 11 títulos de conferencia y 11 bowls en fútbol americano, entre ellos un Sugar Bowl y un Peach Bowl, así como cuatro campeonatos de conferencia y un campeonato nacional de baloncesto masculino. Por su parte, los Navy Midshipmen han ganado un Sugar Bowl y un Cotton Bowl de fútbol americano.
El Preakness Stakes, una de las tres carreras de caballos de la Triple Corona, se realiza en el hipódromo de Pimlico desde 1873.

### Massachusetts
El baloncesto y el voleibol son deportes que se inventaron en Massachusetts. El estado tiene equipos profesionales en las cuatro grandes ligas: los Boston Red Sox de las Grandes Ligas de Béisbol es el equipo con más campeonatos en este siglo con cuatro (2004, 2007, 2013, 2018), los New England Patriots de la National Football League ganadores del Super Bowl en el 2017 y subcampeones un año más tarde, los Boston Celtics de la National Basketball Association, y los Boston Bruins de la National Hockey League. Todos ellos han logrado múltiples títulos nacionales, en particular los Celtics que lideran junto a Los Angeles Lakers el historial de la NBA, con 17 campeonatos. Por su parte, el New England Revolution de la Major League Soccer ha sido subcampeón cinco veces. Además, desde 2018 cuenta con los New England Free Jacks que compiten en la Major League Rugby, donde obtuvieron el campeonato (2023). 
En fútbol estadounidense universitario, los Boston College Eagles han ganado un campeonato en la Big East Conference y ganaron el Sugar Bowl y el Cotton Bowl, en tanto que Harvard Crimson fue campeón nacional ocho veces entre 1875 y 1919. En baloncesto universitario, los Holy Cross Crusaders fueron campeones de la NCAA y los Boston College Eagles alcanzaron cuartos de final tres veces.
La Maratón de Boston es una de las más prestigiosas del mundo, y se realiza desde 1897.

### Nuevo Hampshire
El New Hampshire Motor Speedway es un circuito oval inaugurado en 1990, donde se han realizado carreras de automovilismo de la Copa NASCAR, la CART y la IndyCar Series.
Los New Hampshire Phantoms son un equipo de fútbol fundado en 1996, que actualmente juega en la USL League Two.

### Nueva Jersey
En las grandes ligas profesionales, el único equipo identificado con Nueva Jersey son los New Jersey Devils, que compite en la National Hockey League y tiene sede en Newark. Sin embargo, varios equipos de Nueva York han utilizado estadios de Nueva Jersey para sus partidos de local: los New York Giants y los New York Jets de la National Football League, situados en East Rutherford, y los New York Red Bulls de la Major League Soccer, que juegan en Harrison. Anteriormente, los New Jersey Nets de la National Basketball Association jugaron en East Rutherford y Newark.
Los tres equipos universitarios más destacados de Nueva Jersey son los Rutgers Scarlet Knights, Princeton Tigers y Seton Hall Pirates.
Desde 2008, varias ediciones del Barclays del PGA Tour se ha jugado en Nueva Jersey. Asimismo, Baltusrol ha sido sede de siete ediciones del Abierto de los Estados Unidos.
Trenton Speedway fue un óvalo que albergó carreras del Campeonato Nacional de la AAA, el Campeonato Nacional del USAC, la CART y la NASCAR Grand National en las décadas de 1940 a 1970. Además, el Gran Premio de Meadowlands fue una carrera callejera de la CART 1984 hasta 1991.

### Nueva York
La ciudad de Nueva York tiene numerosos equipos deportivos profesionales de grandes ligas. Los New York Yankees y los New York Mets juegan actualmente en las Grandes Ligas de Béisbol, en tanto que los New York Giants y Brooklyn Dodgers se mudaron a California en 1958.
La ciudad está representada en la National Football League por los New York Jets y New York Giants, aunque ambos equipos juegan como local en el MetLife Stadium, localizado en Nueva Jersey. Los Buffalo Bills sí juegan dentro del estado de Nueva York.
Los equipos de la NBA de Nueva York son los New York Knicks y los Brooklyn Nets. Los New York Rangers, New York Islanders y Buffalo Sabres juegan en la National Hockey League.
En fútbol, el New York City FC y los New York Red Bulls son los equipos que representan a la ciudad en la Major League Soccer. Además, Nueva York contó con otros míticos equipos de fútbol, ya desaparecidos, como el MetroStars y el New York Cosmos.
En Automovilismo se destacan las carreras como la carrera de resistencia las 6 Horas de Watkins Glen como una de las carreras importantes en Estados Unidos. en NASCAR, en un fin de se celebra carreras también en el circuito de Watkins Glen, una de 200 millas de la segunda división, y otra de 220 millas de la categoría más importante de NASCAR. Ambas carreras se hacen entre julio y agosto.

### Pensilvania
Pensilvania es sede de muchos equipos que participan en las ligas nacionales del deporte profesional: los Philadelphia Phillies y los Pittsburgh Pirates en las Grandes Ligas de Béisbol, los Philadelphia Eagles y los Pittsburgh Steelers en la NFL; los Philadelphia 76ers en la National Basketball Association; Philadelphia Union de la Major League Soccer; los Philadelphia Flyers y los Pittsburgh Penguins en la NHL; los Erie Bayhawks en la NBA Development League; y Philadelphia Soul en la Arena Football League. Estos equipos han acumulado 7 Series Mundiales (Pirates 5, Phillies 2), 14 Ligas Nacionales, 3 campeonatos de la NFL pre-Super Bowl (Eagles), 7 Super Bowl (Steelers 6, Eagles 1), 1 campeonato Arena Bowl (Soul), 2 campeonatos NBA (76ers) y 7 ganadores de la Stanley Cup (Flyers 2, Penguins 5).
El fútbol americano universitario es muy popular en el estado. Los Pittsburgh Panthers ganaron nueve campeonatos nacionales (1915, 1916, 1918, 1929, 1931, 1934, 1936, 1937 y 1976) y permanecieron invictos en 8 temporadas (1904, 1910, 1915, 1916, 1917, 1920, 1937 y 1976). Los Penn State Nittany Lions con su entrenador Joe Paterno conquistaron dos campeonatos nacionales (1982 y 1986) y permanecieron invictos en cinco temporadas (1968, 1969, 1973, 1986 y 1994). Penn State juega sus partidos en el mayor estadio de los Estados Unidos, el Beaver Stadium, con capacidad para 107 282 espectadores. Otros equipos universitarios del estado consiguieron títulos nacionales de fútbol americano: el Lafayette College (1896) y la Universidad de Pensilvania (1895, 1897, 1904 y 1908).
El baloncesto universitario también es muy popular en Pensilvania, especialmente en el área de Filadelfia, donde cinco universidades (conocidas como las Big Five) tienen una gran tradición en la División I de la NCAA de baloncesto. Las siguientes universidades del estado han conseguido títulos nacionales de baloncesto universitario: Universidad de La Salle (1954), Temple University (1938), Universidad de Pensilvania (1920 y 1921), Universidad de Pittsburgh (1928 y 1930) y Universidad Villanova (1985).
Los óvalos de carreras Nazareth Speedway y Pocono Raceway han albergado carreras de la Copa NASCAR, CART e IndyCar Series.

### Vermont
Deportes de invierno
Los deportes de invierno son muy populares en Nueva Inglaterra, y las atracciones de deportes de invierno de Vermont son una parte importante del turismo del estado. Las principales atracciones son la zona de esquí de Burke Mountain, Jay Peak Resort, Killington Ski Resort, Stowe Mountain Resort, y el Smugglers' Notch Resort.
Entre los nativos de Vermont que ejercen la profesión de snowboard están Kevin Pearce, Ross Powers, Hannah Teter, y Kelly Clark.
El estado tiene varios medallistas olímpicos de invierno como Barbara Cochran, Hannah Kearney, Kelly Clark, Ross Powers, y Hannah Teter.
Beisbol
La más antigua franquicia profesional de beisbol del estado son los Vermont Lake Monsters de la ciudad de Burlington, que pertenecen a la Futures Collegiate Baseball League. Antes de 2006 se conocían como Vermont Expos. Hasta 2011 estuvieron afiliados a los Washington Nationals (antiguamente Montreal Expos).
Baloncesto
Los Catamounts de la Universidad de Vermont, tienen equipo masculino y femenino de baloncesto en la División I de la NCAA.
El equipo de los Vermont Frost Heaves, fueron doble campeones de la American Basketball Association y también estuvieron en la Premier Basketball League. El equipo estuvo primero en Barre y luego se trasladó a Burlington.
Fútbol americano
Los Vermont Bucks, son un equipo de fútbol americano indoor de la ciudad de Burlington que juega en la liga Can-Am Indoor Football League.
Hockey
Los Catamounts de la Universidad de Vermont, tienen equipo masculino y femenino de hockey.
El único equipo profesional del estado fueron los Vermont Wild, que llegó a jugar en la Federal Hockey League.
Fútbol
El club de fútbol Vermont Voltage de la ciudad de St. Albans jugó en la USL Premier Development League.
Luego están el Vermont Green FC, que juega en la USL League 2, y que disputa sus encuentros en la Universidad de Vermont.
Anualmente, desde 2002, los mejores jugadores de instituto compiten contra el estado de New Hampshire en los llamados «Twin State» playoffs.
Motor

### WashingtonD.C.
Washington D. C. es una de las doce ciudades estadounidenses que tiene al menos un equipo en las cuatro grandes ligas profesionales del país. Los Washington Commanders de fútbol americano tienen cinco títulos de NFL (tres de ellos de la era Super Bowl), los Washington Wizards de baloncesto han ganado un campeonato de la NBA y los Washington Capitals de hockey sobre hielo cuentan con una Stanley Cup en su palmarés. El equipo de béisbol, los Washington Nationals, suma cinco un título de división. Asimismo, la capital es sede de equipos de ligas mayores de fútbol y baloncesto femenino y de numerosos equipos de ligas menores y semiprofesionales. Por otra parte, cuenta con cuatro equipos de la División I de la National Collegiate Athletic Association (más otras tres en el área metropolitana fuera del área de la ciudad)
| Equipo                    | Deporte            | Liga                                         | Recinto                                    |
| ------------------------- | ------------------ | -------------------------------------------- | ------------------------------------------ |
| D.C. United               | Fútbol             | Major League Soccer, Conferencia Este        | Audi Field                                 |
| Washington D. C. Slayers  | Rugby league       | Liga Nacional Americana de Rugby             | Raoul Wallenberg Park                      |
| Legg Mason Tennis Classic | Tenis              | US Open Series                               | Rock Creek Park                            |
| Washington Bayhawks       | Lacrosse           | Major League Lacrosse                        | Multi-Sport Field                          |
| Washington Capitals       | Hockey sobre hielo | NHL, Conferencia Este, División Sudeste      | Capital One Arena                          |
| Washington Mystics        | Baloncesto         | WNBA, Conferencia Este                       | Capital One Arena                          |
| Washington Nationals      | Béisbol            | Grandes Ligas de Béisbol; NL, División Este  | Nationals Park                             |
| Washington Commanders     | Fútbol americano   | National Football League; NFC, División Este | FedExField (Landover, Maryland)            |
| Washington Wizards        | Baloncesto         | NBA; Conferencia Este, División Sudeste      | Capital One Arena                          |
| Old Glory DC              | Rugby              | MLR                                          | Estadio Cardenal                           |
| Washington Spirit         | Fútbol Femenino    | NWSL                                         | Maryland SoccerPlex (Germantown, Maryland) |

Otros equipos profesionales y semiprofesionales con sede en la ciudad son el Baltimore Washington Eagles de la USAFL, D. C. Divas de la NWFA, D. C. Explosión de la Minor League Football, el equipo de rugby Washington RFC de la Rugby Super League, así como de otros equipos participantes de la Potomac Rugby Union y de la Liga de Críquet de Washington. También fue sede del Washington Freedom de la WUSA, entre 1987 y 1989, sede del Washington Wave de la Major Indoor Lacrosse League, y durante las temporadas de 2000 a 2002 de esta liga, el Washington Power estuvo en la ciudad.
Hubo dos equipos de las Grandes Ligas de Béisbol llamados Washington Senators a principios y mediados del siglo XX, los cuales se fueron de la ciudad y se convirtieron en los Minnesota Twins y los Texas Rangers. En el siglo XIX, la ciudad fue sede de equipos llamados Washington Nationals, Washington Statesmen y Washington Senators desde la década de 1870 hasta el final del siglo.
Washington fue la sede de varios equipos de béisbol de las Ligas de Negros, incluyendo a los Homestead Grays, Washington Black Senators, Washington Elite Giants, Washington Pilots y Washington Potomacs.
El Capital One Arena en Chinatown, casa de los Capitals, Mystics, Wizards y Georgetown Hoyas, es también un recinto mayor para conciertos, lucha libre profesional de World Wrestling Entertainment (WWE), y otros eventos, habiendo reemplazado al antiguo Capital Centre. Desde su apertura en 1997, la arena ha servido como un catalizador de prosperidad en Chinatown. Edificios de oficinas, condominios de alta calidad, cadenas de restaurantes, salas de cine y otros lujos han surgido alrededor de Chinatown. Por otra parte, el crecimiento ha eliminado muchas figuras de Chinatown, y sólo una fracción del lugar continúa siendo «china».
El equipo de fútbol de la ciudad, el D.C. United, es una de las franquicias más exitosas en la historia de la Major League Soccer, con cuatro campeonatos de liga y trece campeonatos totales ganados, ambos récords de la liga. La ciudad también es considerada el mercado de fútbol más apasionado, con una lista de personas incluyendo al Comisionado de la MLS, Don Garber y al comentarista de la televisión (y antiguo jugador de la Selección nacional estadounidense y de la MLS) Eric Wynalda, que declaran rotundamente que Washington es el mejor mercado futbolero.
En 1994, el Robert F. Kennedy Memorial Stadium fue sede de cinco partidos de la Copa Mundial de Fútbol de ese año (cuatro de primera ronda y uno de octavos de final). También se celebraron encuentros de la Copa Mundial Femenina de Fútbol de 2003 en este estadio.
Washington es anfitrión del torneo anual de tenis Torneo de Washington que se celebra en el Centro de Tenis Carter Barron en la Calle 17. Forma parte del ATP Tour y actualmente tiene categoría ATP 500.
El Maratón de la Infantería de Marina y el Maratón Nacional son celebrados anualmente en Washington.

## Medio Oeste

### Dakota del Norte
La ciudad de Bismarck fue la sede del equipo de baloncesto Dakota Wizards, de la NBA Development League, y es donde actualmente residen los Bismarck Bucks, de la Indoor Football League de fútbol americano.
La ciudad de Fargo es la sede del equipo de hockey sobre hielo Fargo Force, de la USHL. En esa ciudad también están los Fargo-Moorhead RedHawks de la American Association de béisbol.

### Dakota del Sur
Debido a su escasa población, Dakota del Sur no alberga ninguna franquicia deportiva profesional de las grandes ligas. El estado cuenta con equipos de ligas menores y ligas independientes, todos los cuales juegan en Sioux Falls o Rapid City.
Las universidades de Dakota del Sur albergan una gran variedad de programas deportivos. Pero durante muchos años, Dakota del Sur fue uno de los únicos estados del país sin una sola representación deportiva en la División I de la NCAA.

### Illinois
Todos las grandes ligas norteamericanas tienen equipo en Chicago. Chicago Bulls es uno de los equipos de baloncesto más conocidos del mundo gracias a la popularidad de uno de los mejores jugadores de baloncesto del mundo: Michael Jordan. La ciudad cuenta con dos equipos de las Grandes Ligas de Béisbol. Los Chicago Cubs juegan en la Liga Nacional desde 1876 y los Chicago White Sox juegan en la Liga Americana desde 1902.
Los Chicago Bears de fútbol americano ganaron nueve veces el campeonato de la National Football League desde su debut en 1920. Los Chicago Blackhawks compiten en la National Hockey League desde 1926, donde han ganado seis veces la Copa Stanley. El Chicago Fire es el equipo de fútbol que juega en la Major League Soccer desde 1998.
En cuanto a deporte universitario, Illinois cuenta con dos equipos en la Big Ten Conference: los Illinois Fighting Illini y los Northwestern Wildcats. Los Fighting Illini han ganado cinco campeonatos nacionales y tres Rose Bowl de fútbol americano, en tanto que el equipo de baloncesto masculino ha ganado 17 campeonatos de conferencia y ha jugado cinco Final Fours. Por su parte, los Wildcats han ganado ocho campeonatos de conferencia de fútbol americano y un Rose Bowl.
El estado cuenta con numerosas pistas de carreras, en particular Chicagoland Speedway, Gateway International Raceway, Chicago Motor Speedway, Illinois State Fairgrounds y DuQuoin State Fairgrounds, que han albergado carreras de IndyCar Series, NASCAR y USAC, así como pruebas de arrancones de la National Hot Rod Association.
El Torneo Abierto de Quad Cities, actualmente conocido como John Deere Classic, es un torneo de golf del PGA Tour. Además, el antiguo Western Open y el actual Campeonato BMW se han jugado mayoritariamente en Illinois. Por su parte, los campos de golf de Olympia Fields, Medinah y Chicago han sido sede de múltiples ediciones del Abierto de los Estados Unidos.

### Indiana
Indiana cuenta con dos equipos deportivos de grandes ligas: los Indiana Pacers de la National Basketball Association y los Indianapolis Colts de la National Football League.
El estado tiene una larga tradición en baloncesto universitario. Los Indiana Hoosiers han logrado cinco campeonatos nacionales de la NCAA y 21 de la Big Ten Conference. Los Purdue Boilermakers alcanzaron una final nacional de la NCAA, pero superan a sus rivales en campeonatos de Big Ten con 22 y en encuentros directos con el 57 % de victorias. Los campeonatos de secundaria también son muy populares.
En cuanto a fútbol americano universitario, los Notre Dame Fighting Irish han logrado múltiples campeonatos nacionales y han ganado el Rose Bowl, Cotton Bowl, Orange Bowl y Sugar Bowl. En tanto, los Purdue Boilermakers obtuvieron diez campeonatos de la Big Ten Conference y ganaron el Rose Bowl y el Peach Bowl.
El Indianapolis Motor Speedway es un óvalo donde se disputan desde 1911 las 500 Millas de Indianápolis, una de las carreras de automovilismo más famosas del mundo y epicentro de los campeonatos de monoplazas AAA, USAC, CART y actualmente la IndyCar Series. El circuito comenzó a albergar otras carreras en la década de 1990, entre ellas las 400 Millas de Brickyard de la Copa NASCAR, el Gran Premio de Estados Unidos de Fórmula 1 y el Gran Premio de Indianápolis del Campeonato Mundial de Motociclismo.
En tanto, el Indianapolis Raceway Park ha sido sede de los U.S. Nationals, la principal carrera de arrancones de la National Hot Rod Association.
El club de golf de Crooked Stick ha sido sede del Campeonato de la PGA, Abierto de los Estados Unidos, Abierto de los Estados Unidos Femenino, Abierto de los Estados Unidos de Veteranos, Copa Solheim y el Campeonato BMW.

### Iowa
Iowa tuvo un único equipo deportivo de grandes ligas: los Waterloo Hawks disputaron la National Basketball Association en la temporada 1949/50. Desde entonces, el estado solamente ha tenido equipos profesionales en ligas menores, tales como los Iowa Cubs de la Pacific Coast League, el Iowa Energy de la NBA D-League y los Iowa Stars y Iowa Wild de la American Hockey League.
En deporte universitario, los dos equipos más destacados del estado son los Iowa Hawkeyes de la Big Ten Conference y los Iowa State Cyclones de la Big 12 Conference. Los Hawkeyes han ganado el Rose Bowl y el Orange Bowl de fútbol americano.
El Iowa Speedway es un circuito oval inaugurado en 2006, que ha albergado carreras de automovilismo de la IndyCar Series, la NASCAR Nationwide Series y la NASCAR Truck Series. En tanto, el óvalo de Knoxville alberga desde 1961 los Knoxville Nationals, una de las principales carreras de sprint cars del país.
En cuanto a golf, el PGA Tour tiene un torneo anual en Iowa desde 1971 y el Champions Tour desde 2001. También se celebró allí el Abierto de Estados Unidos de Veteranos de 2011 y se realizará la Copa Solheim 2017.

### Kansas
En Kansas City ha habido numerosos equipos deportivos de grandes ligas, pero con sede del lado de Misuri. Es el caso de los Kansas City Royals de las Grandes Ligas de Béisbol y los Kansas City Chiefs de la National Football League. La única excepción ha sido el Sporting Kansas City de la Major League Soccer, que juega de local en el estado de Kansas desde 2008.
La National Collegiate Athletic Association tuvo su sede en Kansas desde 1973 hasta 1999. Los dos principales equipos universitarios son los Kansas Jayhawks y los Kansas State Wildcats, rivales en la Big 12 Conference. Los Jayhawks ganaron un Orange Bowl de fútbol americano y tres campeonatos nacionales de baloncesto masculino. En tanto, los Wildcats han ganado un Cotton Bowl de fútbol americano y disputó cuatro semifinales de baloncesto masculino.
El Heartland Park Topeka es un autódromo que ha albergado carreras de la National Hot Rod Association; allí se encuentra la sede del Sports Car Club of America. En tanto, en el óvalo de Kansas Speedway han corrido la Copa NASCAR y la IndyCar Series.

### Míchigan
Míchigan es representado en las cuatro grandes ligas profesionales por un equipo de Detroit: los Detroit Tigers de las Grandes Ligas de Béisbol, los Detroit Lions de la National Football League, los Detroit Red Wings de la National Hockey League y los Detroit Pistons de la National Basketball Association.
Los dos principales equipos deportivos universitarios del estado son los Michigan Wolverines y los Michigan State Spartans, que lograron títulos nacionales en fútbol americano y baloncesto, y rivales acérrimos en la Big Ten Conference.
El circuito callejero de Detroit ha albergado fechas de la Fórmula 1, CART, IndyCar Series, American Le Mans Series, Rolex Sports Car Series y United SportsCar Championship. Por su parte, el Michigan International Speedway es un superóvalo donde han corrido la CART y la Copa NASCAR.

### Minnesota
En el estado de Minnesota se encuentran franquicias de las principales ligas americanas: en fútbol americano los Minnesota Vikings de la NFL desde 1961, Minnesota United en la MLS y que contará con estadio propio a partir de 2019 Allianz Field, Minnesota Twins de las Grandes Ligas de Béisbol desde 1961, en hockey sobre hielo los Minnesota Wild de la NHL desde 2000, y en baloncesto los Minnesota Timberwolves de la NBA desde 1989 y las Minnesota Lynx de la WNBA desde 1999.
Anteriormente jugaron allí entre otros los Mineápolis Marines / Red Jackets desde 1905 hasta 1930, los Duluth Kelleys / Eskimos de la NFL desde 1923 hasta 1927, los Mineápolis Lakers de la NBA desde 1947 hasta 1960, los Minnesota Kicks de la North American Soccer League desde 1976 hasta 1981, y los Minnesota North Stars de la NHL desde 1967 hasta 1993.
En cuanto a deporte universitario, los Minnesota Golden Gophers de fútbol americano han logrado 18 campeonatos de la Big Ten Conference, así como un Rose Bowl.

### Misuri
Misuri cuenta con dos equipos de las Grandes Ligas de Béisbol: los Saint Louis Cardinals ganaron 11 veces la Serie Mundial y los Kansas City Royals 2 veces. El estado también cuenta con un equipo de la National Football League: los Kansas City Chiefs desde 1963, con cuatro Super Bowl en su palmarés. Los St. Louis Rams hoy, nuevamente, Los Angeles Rams, también jugaron ahí de 1995 a 2016. Los Arizona Cardinals jugaron anteriormente en Saint Louis desde 1960 hasta 1987. San Luis hay un equipo de fútbol estadounidense de primavera: los BattleHawks de San Luis de la XFL.
El estado cuenta con otros dos equipos profesionales. Los Saint Louis Blues compiten en la National Hockey League desde 1967. El Sporting Kansas City disputa la Major League Soccer desde 1996, aunque desde 2008 suele jugar del lado del estado de Kansas. Por su parte, en la National Basketball Association jugaron los Kansas City Kings desde 1972 hasta 1985, y los St. Louis Hawks entre 1955 y 1968.
Los Juegos Olímpicos de 1904 se celebraron en Saint Louis. 

### Nebraska
Los principales equipos deportivos profesionales del estado de Nebraska son:
| Equipo              | Ciudad  | Desde | Deporte                     | fimosis                   |
| ------------------- | ------- | ----- | --------------------------- | ------------------------- |
| Union Omaha         | Omaha   | 2020  | Fútbol                      | USL League One            |
| Omaha Storm Chasers | Omaha   | 1969  | Beisbol (Triple-A)          | Triple-A East             |
| Nebraska Stampede   | Ralston | 2010  | Fútbol americano (femenino) | Women's Football Alliance |
| Lincoln Saltdogs    | Lincoln | 2001  | Beisbol (Independiente)     | American Association      |
| Omaha Beef          | Omaha   | 2000  | Fútbol americano (indoor)   | Champions Indoor Football |

### Ohio
Ohio cuenta con equipos profesionales en las grandes ligas norteamericanas: los Cincinnati Reds y Cleveland Guardians de las Grandes Ligas de Béisbol, los Cincinnati Bengals y Cleveland Browns de la National Football League, los Cleveland Cavaliers de la National Basketball Association, los Columbus Blue Jackets de la National Hockey League, y Columbus Crew junto a Football Club Cincinnati de la Major League Soccer.
En cuanto a deporte universitario, los Ohio State Buckeyes se han destacado en fútbol americano y baloncesto masculino, y los Cincinnati Bearcats en baloncesto masculino.
El autódromo de Mid-Ohio ha albergado carreras de CART, IndyCar Series, NASCAR Nationwide Series, Can-Am, Fórmula 5000 Estadounidense, Campeonato IMSA GT, American Le Mans Series y Rolex Sports Car Series. Entre 1982 y 2007 se celebró Gran Premio de Cleveland de la CART en el aeropuerto de la ciudad. Algunos de los pilotos más destacados de Ohio han sido Ted Horn, Bobby Rahal, Sam Hornish Jr. y Tim Richmond.
El WGC-Bridgestone Invitational y Memorial Tournament son torneos de golf del PGA Tour que se juegan en Ohio. Por su parte, los campos de golf de Inverness y Firestone han sido sede de varias ediciones del Abierto de los Estados Unidos y el Campeonato de la PGA.

### Wisconsin
Los Green Bay Packers juegan en la National Football League desde 1921 y ostentan el récord de títulos con 13. Los Milwaukee Bucks disputan la National Basketball Association desde 1968, ganando dos campeonatos nacionales y tres títulos de conferencia.
Los Milwaukee Braves jugaron las Grandes Ligas de Béisbol desde 1953 hasta 1965, ganando una Serie Mundial y dos Ligas Nacionales, tras lo cual se mudaron de estado. Los Milwaukee Brewers han competido desde 1970. En 1982, ganaron la Liga Americana para disputar la Serie Mundial.
En cuanto a deporte universitario, los Wisconsin Badgers de la Big Ten Conference ganaron tres Rose Bowl y 14 campeonatos de conferencia de fútbol americano, además de un campeonato nacional de baloncesto masculino. En tanto, los Marquette Golden Eagles ganaron un campeonato nacional de baloncesto masculino.
El óvalo de Milwaukee Mile es el autódromo activo más antiguo del mundo, inaugurado en 1903. Es conocido por albergar el Campeonato Nacional de la AAA, el Campeonato Nacional de la AAA, la CART y actualmente la IndyCar Series, así como la NASCAR Busch Series y la NASCAR Truck Series. Por su parte, en Road America han competido la CART, el Campeonato IMSA GT, la American Le Mans Series, la NASCAR Nationwide Series, la CanAm y la Trans-Am.

## Sur

### Alabama
Los deportes más populares en Alabama son el fútbol americano, el béisbol, el baloncesto,y el automovilismo. El estado no cuenta con equipos en ninguna de las grandes ligas profesionales. En cambio, se destacan los equipos universitarios de fútbol americano Alabama Crimson Tide y Auburn Tigers, rivales de la Southeastern Conference.
El equipo de fútbol americano de la Universidad de Alabama es uno de los más antiguos de los Estados Unidos ya que comenzó a competir en 1892. Su programa se ha convertido desde entonces en el de mayor tradición del país, ya que a lo largo de su historia ha ganado 17 campeonatos nacionales, en los años 1925, 1926, 1930, 1934, 1941, 1961, 1964, 1965, 1973, 1978, 1979, 1992, 2009, 2011, 2012, 2015 y el más reciente en 2017. Alabama logró 29 títulos de Conferencia, los más recientes en 1999, 2009, 2012, 2014 y 2015. Ha jugado 61 bowls y ha ganado 35, más que ninguna otra universidad. Entre ellos, se destacan un triunfo en el College Football Playoff National Championship en la temporada 2015, tres triunfos en el BCS National Championship Game en las temporadas 2009, 2011 y 2012, cuatro Rose Bowl en 1925, 1930, 1934 y 1945, ocho Sugar Bowl en 1961, 1963, 1966, 1975, 1977, 1978, 1979 y 1993, cuatro Cotton Bowl en 1941, 1980, 2005 y 2015, y cuatro Orange Bowl en 1942, 1952, 1962 y 1965.
El equipo juega de local en el Bryant-Denny Stadium, con capacidad para 101 821, siendo el séptimo estadio más grande del país.
El óvalo de Talladega es uno de los más prestigiosos de la Copa NASCAR de automovilismo. Por su parte, el autódromo de Barber ha albergado carreras de la IndyCar Series y el Rolex Sports Car Series.
En Birmingham se disputó un torneo de tenis de la WCT entre 1973 y 1980. En el campo de golf de Shoal Creek se han celebrado el Campeonato de la PGA y el Tradition.

### Arkansas
El principal equipo deportivo del estado son los Arkansas Razorbacks, que compiten a nivel universitario en la Southeastern Conference. En fútbol americano han ganado cuatro Cotton Bowl, un Sugar Bowl y un Orange Bowl. En tanto, los Arkansas State Red Wolves juegan en la Sun Belt Conference.
Arkansas albergó un torneo de golf del PGA Tour desde 1955 hasta 1963, y el LPGA Tour desde 2007. En tanto, los Arkansas RimRockers disputaron la NBA D-League entre 2004 y 2007.

### Carolina del Norte
A pesar de contar con más de ocho millones de personas, la población de Carolina del Norte, que se extiende a lo largo de tres grandes áreas metropolitanas, no fue un lugar de atracción para las principales ligas profesionales hasta finales de los años 1980. El primer equipo que se fundó para competir en las ligas profesionales fueron los Charlotte Hornets, que comenzaron a jugar en la NBA en la temporada 1987-88. El equipo dejó la ciudad en 2002, y ésta pasó a ser representada en 2004 por los Charlotte Bobcats, que disputa sus partidos como locales en el Charlotte Bobcats Arena. En el estado han nacido o se han criado varios de los mejores jugadores de la NBA, como Michael Jordan, James Worthy, Stephen Curry, John Wall o Chris Paul.
Carolina del Norte no tiene un equipo en las Grandes Ligas de Béisbol a pesar de los numerosos esfuerzos para atraer a un equipo (incluido el 2006 cuando intentaron atraer al Florida Marlins).
Los Carolina Hurricanes juegan en la Liga Nacional de Hockey desde 1997, con sede en Raleigh. El equipo ganó la Copa Stanley. Los Hurricanes son el primer equipo de Carolina del Norte en ganar un campeonato a nivel profesional.
La Liga Nacional de Fútbol americano (NFL) está representada desde 1993 por los Carolina Panthers, que juegan sus partidos como locales en el Bank of America Stadium de Charlotte. En Carolina del Norte jugaban algunos equipos ya desaparecidos de la AFL, como los Charlotte Rage, que estuvieron activos desde 1992 hasta 1996, y los Carolina Cobras, que jugaron desde 2000 hasta 2004.
Los Carolina RailHawks Football Club son un equipo profesional de fútbol de la USL First Division, la división por debajo de la Major League Soccer, disputando su primera temporada en 2007. Juega sus partidos en el WakeMed Soccer Park en Cary. La National Indoor Football League (NIFL) está representado por los Fayetteville Guard que juegan como locales en el Crown Coliseum.
En cuanto a deporte universitario, los North Carolina Tar Heels y el NC State Wolfpack han logrado varios títulos de fútbol americano de la Atlantic Coast Conference. Dichos equipos y los Duke Blue Devils también han logrado múltiples títulos nacionales de baloncesto.
Carolina del Norte tiene un fuerte vínculo con NASCAR; ubicada en Concord está el Charlotte Motor Speedway, donde la alberga dos carreras oficiales de la Copa NASCAR (una de ellas es las 600 Millas de Charlotte) más la Carrera de las Estrellas de la NASCAR cada año. Los óvalos de Rockingham Speedway y North Wilkesboro también fueron sede de carreras de la Copa NASCAR.
Además, la gran mayoría de los equipos de NASCAR tienen su base de operaciones en el estado de Georgia, entre ellos Hendrick Motorsports, Roush Fenway Racing, Richard Petty Motorsports, y Stewart-Haas Racing. Dos norcarolinos, Dale Earnhardt y Richard Petty son los pilotos que más títulos que lograron en la Copa NASCAR.
La NASCAR recientemente comenzó la construcción del Salón de la Fama de NASCAR, que abrió sus puertas a fines de 2008 en el centro de Charlotte.

### Carolina del Sur
El estado no cuenta con equipos deportivos de grandes ligas, debido a la cercanía de la ciudad de Charlotte con la frontera entre Carolina del Norte y Sur. Sin embargo, los Carolina Panthers de la NFL y los Carolina Hurricanes de la NHL representan a ambos estados.
Los dos equipos deportivos universitarios más destacados son los South Carolina Gamecocks y los Clemson Tigers.
El óvalo de Darlington es uno de los tradicionales de la Copa NASCAR, y allí dese disputan las 500 Millas Sureñas en el feriado del Labor Day.
El Heritage es un torneo de golf del PGA Tour que disputa desde 1969 en Harbour Town. Además, el campeo de golf de Kiawah Island ha sido sede de la Copa Ryder, el Campeonato de la PGA, la Copa Mundial de Golf y el Sénior PGA Championship.

### Florida
Florida cuenta con numerosos equipos deportivos profesionales de grandes ligas: los Orlando City e Inter Miami de la Major League Soccer (fútbol); los Miami Dolphins, Tampa Bay Buccaneers y Jacksonville Jaguars de la National Football League; los Miami Heat y Orlando Magic de la National Basketball Association; Tampa Bay Rays y Miami Marlins de las Grandes Ligas de Béisbol; y los Florida Panthers y Tampa Bay Lightning de la National Hockey League.
En tanto, el estado cuenta con tres equipos destacados de fútbol americano universitario: los Florida State Seminoles, Florida Gators, y Miami Hurricanes, así como uno de baloncesto masculino, los Florida State Seminoles y Florida Gators. El Estadio Doak Campbell de la Universidad Estatal de Florida es uno de los tazones de fútbol americano universitario más prestigiosos.
En Florida se realizan numerosos torneos de golf del PGA Tour: el The Players Championship, WGC-Campeonato Cadillac, Arnold Palmer Invitational, Honda Classic y Campeonato de Tampa Bay. El Masters de Miami de tenis es un torneo del ATP World Tour Masters 1000 y WTA Premier, en tanto que el Torneo de Delray Beach pertenece al ATP World Tour 250.
En Florida se encuentran los circuitos de Daytona, Sebring y Homestead. El primero de ellos alberga cada año las 500 millas de Daytona —la principal carrera de la NASCAR Cup Series—, así como las 24 Horas de Daytona, que durante décadas fue una de las principales carreras de resistencia del mundo. El segundo es reconocido por usarse en las 12 horas de Sebring, también una de las carreras de resistencia más prestigiosas.
Los campeonatos estadounidenses han disputado carreras en circuitos callejeros en numerosas ciudades de Florida, entre ellas Miami y San Petersburgo.

### Georgia
Las cuatro principales ligas deportivas profesionales de Estados Unidos cuentan con equipos de Georgia desde la década de 1960: los Atlanta Braves de las Grandes Ligas de Béisbol, los Atlanta Falcons de la National Football League, el  Atlanta United FC de la Major League Soccer, y los Atlanta Hawks de la National Basketball Association. En la National Hockey League hubo dos equipos de Georgia: los Atlanta Flames, y los Atlanta Thrashers.
Los Georgia Bulldogs y los Georgia Tech Yellow Jackets son dos equipos destacado en fútbol americano universitario, que obtuvieron múltiples títulos nacionales y bowls. El Chick-fil-A Bowl de fútbol americano universitario se juega en Georgia desde 1968.
Atlanta Motor Speedway es un óvalo donde ha corrido la Copa NASCAR desde 1960. En tanto, el autódromo de Road Atlanta inaugurado en 1970 ha albergado carreras del Campeonato IMSA GT, CanAm, Trans-Am, NASCAR Busch Series y actualmente la carrera de resistencia Petit Le Mans del United SportsCar Championship. En la década de 2000 se corrió el Tour de Georgia, una carrera de ciclismo en ruta del UCI America Tour.

### Kentucky
El Derbi de Kentucky es la carrera de caballos purasangre más famosa del país. Se celebra desde 1875 en el hipódromo de Churchill Downs de la ciudad de Louisville. Forma parte del Festival del Derbi de Kentucky, de dos semanas de duración, que incluye el mayor espectáculo de fuegos artificiales de Estados Unidos, una carrera de barcos a vapor y un certamen de belleza.
Los Kentucky Colonels disputaron la American Basketball Association desde 1967 hasta 1976, pero no participaron en la fusión con la NBA. Louisville también tuvo equipos de la Liga Nacional de Béisbol en las décadas de 1870 y 1890, y la National Football League en la década de 1920.
Los dos equipos deportivos universitarios más destacados de Kentucky son los Kentucky Wildcats y los Louisville Cardinals, que han logrado múltiples campeonatos nacionales de baloncesto masculino de la NCAA.
El club de golf de Valhalla ha sido sede del Campeonato de la PGA de 1996, 2000 y 2014, así como la Copa Ryder 2008. Además, el óvalo de Kentucky Speedway ha sido sede de carreras de automovilismo de la Copa NASCAR y la IndyCar Series.

### Luisiana
Luisiana cuenta actualmente con dos equipos deportivos de grandes ligas: los New Orleans Saints de la National Football League desde 1967 y los New Orleans Pelicans de la National Basketball Association desde 2002. Anteriormente, los New Orleans Buccaneers jugaron en la ABA en la década de 1960, y el New Orleans Jazz la NBA en la década de 1970.
En cuanto a deporte universitario, los LSU Tigers de fútbol americano universitario han ganado 11 campeonatos de la Southeastern Conference, seis Sugar Bowl y tres campeonatos nacionales. En tanto, el Sugar Bowl es un partido de postemporada disputado en Nueva Orleans, que tiene como anfitrión al campeón de la Southeastern Conference.
Nueva Orleans ha sido sede de siete ediciones del Super Bowl, así como el BCS National Championship Game, el NBA All-Star Game y el Campeonato de la División I de Baloncesto Masculino de la NCAA.

### Misisipi
Los dos principales equipos deportivos universitarios de Misisipi son los Ole Miss Rebels y los Mississippi State Bulldogs, rivales históricos de la Southeastern Conference. En fútbol americano, los Rebels han ganado cinco Sugar Bowl y cuatro Cotton Bowl, en tanto que los Bulldogs han ganado un Orange Bowl. En tanto, de los Southern Miss Golden Eagles surgió el quarterback de NFL Brett Favre.

### Oklahoma
Oklahoma tiene equipos en deportes profesionales de ligas menores en fútbol americano, arena football, béisbol, fútbol y hockey, localizado en Oklahoma City, Tulsa, Enid, y Lawton. Asimismo, Oklahoma City es la sede de los Oklahoma City Thunder, equipo de baloncesto de la NBA. En béisbol juegan en las divisiones AAA y AA de las ligas menores, el hockey en la Central Hockey League, y el fútbol americano de arena en la liga af2 con equipos en Oklahoma City y Tulsa. Oklahoma City también es sede del Oklahoma City Lightning que juega en la Asociación Nacional Femenina de fútbol americano, y Tulsa es sede de los Tulsa 66ers, que juegan en la Liga de Desarrollo NBA y el Tulsa Revolution, que juega en la Liga de Fútbol americano en pista cubierta. [118] Enid y Lawton tienen equipos de baloncesto profesional en la USBL y la CBA.
Los New Orleans Hornets de la National Basketball Association se convirtieron en la primera gran franquicia deportiva con sede en Oklahoma, cuando se vio obligada a trasladarse al Oklahoma City Ford Center por dos temporadas tras el paso del huracán Katrina en 2005. En tanto, un grupo de empresarios dirigido por Clayton Bennett compró el equipo de los Seattle SuperSonics y lo trasladó a Oklahoma City en 2008, naciendo así el Oklahoma City Thunder. Desde 2010, el Tulsa Shock juega en la WNBA.
El deporte universitario es muy popular en el estado. Los Oklahoma Sooners y los Oklahoma State Cowboys son rivales en la Big 12 Conference de la NCAA y se destacan en fútbol americano. Los Cowboys también logrados dos campeonatos nacionales de baloncesto. Tienen un promedio de más de 60.000 aficionados que asisten a sus partidos de fútbol americano, y la Universidad de Oklahoma en fútbol americano se clasificó 13 ª en el promedio de asistencia de las universidades de Estados Unidos en 2006, con un promedio de 84.561 personas de espectadores en sus partidos de local. Las dos universidades se reúnen varias veces cada año para disputar unos partidos conocidos como la Serie Bedlam, que son algunos de los mayores eventos deportivos del estado.
En tanto, el Tulsa Golden Hurricane y los Oral Roberts Golden Eagles también compiten en la DIvisión I de la NCAA. En total, 11 colegios y universidades de Oklahoma compiten dentro de la NCAA. La revista Sports Illustrated calificó a la Universidad de Oklahoma y la Universidad del Estado de Oklahoma en los primeros lugares del país en deporte universitario. Además, 12 de las más pequeñas universidades e institutos del estado participan en la NAIA, en su mayoría dentro de la Conferencia Atlética Sooner.

### Tennessee
Tennessee cuenta con tres equipos deportivos de grandes ligas. Los Titanes de Tenesí de Nashville juegan en la National Football League desde 1997, logrando un campeonato de conferencia en 1999 pero perdieron la Super Bowl XXXIV. En tanto, los Memphis Grizzlies disputan la National Basketball Association desde 2001, alcanzando la final de conferencia en 2012/13. Por último, los Nashville Predators juegan en la National Hockey League desde 1998, y en 2016/2017 también ha logrado un campeonato de conferencia para jugar por la Copa Stanley.
Los Tennessee Volunteers son un equipo deportivo universitario de la Southeastern Conference de la National Collegiate Athletic Association, con sede en Knoxville. En fútbol americano han logrado 13 campeonatos de conferencia y 25 bowls, destacándose cuatro Sugar Bowl, tres Cotton Bowl, un Orange Bowl y un Fiesta Bowl. En tanto, en baloncesto masculino han conseguido cuatro campeonatos de conferencia.

### Texas
Texas cuenta con dos equipos profesionales de la National Football League, los Dallas Cowboys y Houston Texans; dos de las Grandes Ligas de Béisbol, los Texas Rangers y Houston Astros; tres equipos de la National Basketball Association, los Dallas Mavericks, Houston Rockets y San Antonio Spurs; uno en la National Hockey League, los Dallas Stars; y tres de la Major League Soccer, los FC Dallas, Houston Dynamo y Austin FC.
El Estado cuenta con numerosos equipos universitarios de fútbol americano, entre ellos los Texas Longhorns, Texas A&M Aggies, TCU Horned Frogs, SMU Mustangs, Baylor Bears, Texas Tech Red Raiders y Houston Cougars. En tanto, los Texas Longhorns, Texas A&M Aggies, Texas Tech Red Raiders y UTEP Miners han disputado el campeonato nacional de baloncesto universitario.
El Cotton Bowl es uno de los tazones de fútbol americano universitario más prestigiosos. Se juega actualmente en el Cowboys Stadium, donde se jugó el Super Bowl XLV en 2011 y Wrestlemania 32 en 2016
El óvalo de Texas Motor Speedway alberga carreras de automovilismo de la Copa NASCAR e IndyCar Series desde 1997. Por su parte, el Circuito de las Américas inaugurado en 2012 ha sido sede del Gran Premio de Estados Unidos de Fórmula 1 y carreras del Campeonato Mundial de Motociclismo, Campeonato Mundial de Resistencia y United SportsCar Championship.

### Virginia
Virginia es con mucho el estado estadounidense más populoso sin una franquicia en las «major leagues», las principales ligas de deportes profesionales de los EE. UU. Las razones de esta situación incluyen la carencia de una ciudad o mercado dominante dentro del estado y la proximidad de equipos de Washington D. C., que tiene franquicias en los cuatro deportes de las major leagues (MLB, NBA, NHL y NFL). También es sede de muchos clubes de ligas menores, sobre todo de béisbol y fútbol (conocido como soccer en Estados Unidos), y los Washington Redskins tienen el Redskins Park, su oficina central e instalaciones de entrenamiento, en la ciudad de Ashburn. El estado cuenta con muchos campos de golf de categoría profesional, incluidos el campo de Greg Norman en Lansdowne Resort, el Upper Cascades y el Kingsmill Resort, sede del Michelob ULTRA Open, perteneciente al LPGA Tour.
Los Washington Nationals y los Baltimore Orioles también tienen seguidores debido a su proximidad a Virginia, y los partidos de ambos son transmitidos en el estado por la Mid-Atlantic Sports Network. Cuando los New York Mets terminaron su prolongada afiliación con los Norfolk Tides en 2007, los Orioles se hicieron con el club de la liga menor. Otros equipos regionales incluyen a los Cincinnati Reds y a los Atlanta Braves, cuyo principal equipo de formación de jugadores, el Richmond Braves, está localizado en la capital.
Virginia cuenta actualmente con dos circuitos de carreras de la NASCAR Cup Series: Martinsville Speedway y Richmond International Raceway. Joe Weatherly, ganador del NASCAR Grand National en 1962 y 1963, nació en Norfolk. Pilotos actuales de Virginia en la NASCAR incluyen a los hermanos Jeff Burton y Ward Burton, Ricky Rudd, Denny Hamlin y Elliot Sadler. Antiguas pistas de la Cup Series incluyen eSouth Boston Speedway, Langley Speedway, Southside Speedway y Old Dominion Speedway.
Virginia no permite que se utilicen fondos presupuestados estatales para gastos operativos o de capital del atletismo intercolegial. A pesar de ello, tanto los Cavaliers de la Universidad de Virginia, como los Hokies de la Virginia Tech han sido capaces de formar equipos competitivos en la Atlantic Coast Conference y mantienen instalaciones modernas. La tradicional rivalidad Virginia-Virginia Tech es seguida por todo el estado. Virginia tiene otras universidades que compiten en la División I de la NCAA.

## Oeste

### Alaska
Al ser el estado con menor densidad de población, no posee equipos profesionales en las grandes ligas.
Los deportes más practicados son los deportes de invierno, y hay una gran tradición a las carreras de trineos tirados por perros (o mushing), siendo el deporte más popular en Alaska, con múltiples eventos, torneos y competiciones a lo largo del estado.
En la ciudad de Anchorage hay tres de equipos de béisbol que participan en la Alaska Baseball League, pero ninguno de ellos es profesional. Además, la ciudad adquiere atención nacional el primer sábado de cada mes de marzo, cuando comienza la tradicional carrera de perros de Iditarod, con su salida ceremonial en el centro de la ciudad. La ciudad fue incluso candidata a albergar los Juegos Olímpicos de invierno de 1992 y 1994, perdiendo ante Albertville (Francia) y Lillehammer (Noruega), respectivamente.
La ciudad de Fairbanks posee el equipo universitario de los Nanooks de la Universidad de Alaska Fairbanks, con varias secciones, como la de hockey sobre hielo que participa en la División I de la NCAA.

### Arizona
En Arizona hay cinco equipos profesionales que juegan en ligas nacionales, todos ellos en Phoenix: los Phoenix Suns de la NBA desde 1968, los Arizona Cardinals de la National Football League desde 1988, los Phoenix Coyotes de la National Hockey League desde 1996, las Phoenix Mercury de la Women's National Basketball Association desde 1997, y los Arizona Diamondbacks de las Grandes Ligas de Béisbol desde 1998. Además de los ya citados, existe un pequeño equipo de hockey de liga menor, también en Phoenix. Numerosos equipos de las Grandes Ligas de Béisbol realizan sus entrenamientos de primavera en Arizona, y existe en Tucsón un equipo que juega en las ligas menores.
En el Turf Paradise de Phoenix se celebran carreras de caballos, y en Phoenix, Tucson y Yuma se celebran carreras de galgos. Las primeras carreras de los "caballos cuarto de milla" eran en Tucson Rillito Downs en los años 1930.
En 1964 se inauguró el Phoenix International Raceway, un óvalo que ha albergado carreras de automovilismo de la Copa NASCAR y la IndyCar Series. Phoenix y Tucson han sido anfitrionas de los torneos de golf Abierto de Phoenix, Abierto de Tucson y WGC Match Play del PGA Tour.
El primer rodeo organizado que otorgó premios y cobró entrada se celebró en Prescott el 4 de julio de 1888. Hoy, esta tradición continúa por toda Arizona.

### California
California fue sede de los Juegos Olímpicos de Los Ángeles 1932, Squaw Valley 1960 y Los Ángeles 1984, así como de la Copa Mundial de Fútbol de 1994. Actualmente se prepara para la Copa Mundial de Fútbol de 2026 y los Juegos Olímpicos de Los Ángeles 2028.
California tiene veintiún franquicias en las Grandes Ligas de deportes profesionales, muchas más que cualquier otro estado. El área de la Bahía de San Francisco tiene siete equipos en las grandes ligas en tres ciudades, San Francisco, Oakland y San José. Mientras el área metropolitana de Los Ángeles es sede de once franquicias en las Grandes Ligas profesionales. San Diego tiene dos equipos de liga principales, y Sacramento también tiene dos.
Sede de algunas de las más prominentes universidades de los Estados Unidos, California tiene desde hace mucho tiempo respetados programas de deportes universitarios. En particular, los programas atléticos de UC Berkeley, USC, UCLA, Stanford y Fresno State a menudo se clasifican a nivel nacional en varios deportes universitarios. California también es sede del más antiguo de los títulos universitarios denominados "bowl", el anual Rose Bowl, y el Holiday Bowl, entre otros.
Numerosos circuitos de carreras de Estados Unidos se hallan en California. Los principales son el óvalo de Fontana, el callejero de Long Beach y los autódromos de Laguna Seca y Sears Point, así como los desaparecidos Riverside y Ontario. Además de albergar los principales certámenes estadounidenses de automovilismo y motociclismo, el Gran Premio de Long Beach fue una prueba válida para el Campeonato Mundial de Fórmula 1 y actualmente recibe a la IndyCar Series y el United SportsCar Championship, en tanto que Laguna Seca ha albergado pruebas del Campeonato Mundial de Motociclismo y el Campeonato Mundial de Superbikes.
En California se realizan numerosos torneos de golf, entre ellos el Abierto de Los Ángeles y Abierto de San Diego. Los campos de golf de Pebble Beach y Olympic han sido sede de varias ediciones del Abierto de los Estados Unidos.
En tenis, el Masters de Indian Wells pertenece al ATP World Tour Masters 1000 y WTA Premier, y el Torneo de Stanford al WTA Premier. Anteriormente se realizaron el Torneo de Los Ángeles y el Torneo de San José.
En polo se efectuó el Campeonato Mundial de Polo de 1998 en Santa Bárbara y en 2022 se efectuará la XII versión del mundial en Indio.
A continuación se muestra una lista de los principales equipos de las grandes ligas de deporte profesional de California:
| Equipo                    | Deporte             | Liga                                    | Desde |
| ------------------------- | ------------------- | --------------------------------------- | ----- |
| Los Angeles Chargers      | Fútbol Americano    | National Football League                | 1960  |
| San Francisco 49ers       | Fútbol Americano    | National Football League                | 1946  |
| Los Angeles Rams          | Fútbol Americano    | National Football League                | 1946  |
| Los Angeles Dodgers       | Béisbol             | Major League Baseball                   | 1958  |
| Oakland Athletics         | Béisbol             | Major League Baseball                   | 1968  |
| San Diego Padres          | Béisbol             | Major League Baseball                   | 1969  |
| Los Angeles Angels        | Béisbol             | Major League Baseball                   | 1961  |
| San Francisco Giants      | Béisbol             | Major League Baseball                   | 1958  |
| Los Angeles Galaxy        | Fútbol              | Major League Soccer                     | 1994  |
| San Jose Earthquakes      | Fútbol              | Major League Soccer                     | 1994  |
| Los Angeles Football Club | Fútbol              | Major League Soccer                     | 2014  |
| Golden State Warriors     | Baloncesto          | National Basketball Association         | 1962  |
| Los Angeles Clippers      | Baloncesto          | National Basketball Association         | 1978  |
| Los Angeles Lakers        | Baloncesto          | National Basketball Association         | 1960  |
| Sacramento Kings          | Baloncesto          | National Basketball Association         | 1985  |
| Anaheim Ducks             | Hockey sobre hielo  | National Hockey League                  | 1993  |
| San Jose Sharks           | Hockey sobre hielo  | National Hockey League                  | 1991  |
| Los Angeles Kings         | Hockey sobre hielo  | National Hockey League                  | 1967  |
| San Diego Legion          | Rugby               | Major League Rugby                      | 2018  |
| R.F.C. Los Ángeles        | Rugby               | Major League Rugby                      | 2018  |
| Los Angeles Giltinis      | Rugby               | Major League Rugby                      | 2021  |
| LA Current                | Natación            | Liga Internacional de Natación          | 2019  |
| Cali Condors              | Natación            | Liga Internacional de Natación          | 2019  |
| Los Angeles Sparks        | Baloncesto femenino | Women's National Basketball Association | 1997  |
| Sacramento Monarchs       | Baloncesto femenino | Women's National Basketball Association | 1997  |
| Angel City FC             | Fútbol femenino     | National Women's Soccer League          | 2022  |

### Colorado
El estado de Colorado cuenta con equipos profesionales en las cinco grandes ligas deportivas, todos ellos con sede en la ciudad de Denver: los Denver Broncos disputan la National Football League desde 1960; los Denver Nuggets juegan en la National Basketball Association desde 1967; los Colorado Rockies compiten en las Grandes Ligas de Béisbol desde 1993; Colorado Avalanche participa en la National Hockey League desde 1995; y los Colorado Rapids disputan la Major League Soccer desde 1996.
El principal equipo universitario del estado son los Colorado Buffaloes, que en fútbol americano ha conseguido cinco títulos de la conferencia Big Eight, uno en la Big 12, dos Orange Bowl, un Cotton Bowl y un Fiesta Bowl.
La familia Unser se ha destacado en automovilismo, en particular Al Unser, Bobby Unser y Al Unser Jr., quienes ganaron las 500 Millas de Indianápolis. La Pikes Peak International Hill Climb es una carrera de montaña donde han competido pilotos de rally internacionales. Por su parte, en Pikes Peak International Raceway han competido la IndyCar Series, NASCAR Busch Series y NASCAR Truck Series.
El campo de golf de Cherry Hills fue sede del Abierto de Estados Unidos, Abierto de Estados Unidos Femenino, Abierto de Estados Unidos de Veteranos y el Campeonato de la PGA.
Varias de las estaciones de esquí más importantes del país están ubicadas en el estado. Las estaciones de Aspen, Vail y Beaver Creek son tres de las más visitadas de todo Estados Unidos, siendo también sedes habituales de la Copa del Mundo de esquí alpino.
Otros equipos profesionales de Colorado son:
- Colorado Crush, Arena Football LeagueEl estadio Coors Field sede de los Rockies de Colorado
- Colorado Mammoth, National Lacrosse League
- Colorado Springs Sky Sox, Minor League Baseball (AAA)
- Colorado Eagles, Central Hockey League
- Colorado Chill, National Women's Basketball League

### Hawái
El surf se practicaba en el Antiguo Hawái, donde tenía significado espiritual. A principios del siglo XX, el salvavidas George Freeth y el nadador olímpico Duke Kahanamoku realizaron exhibiciones de surf fuera del archipiélago.
Las playas de Waikiki son las favoritas para surfistas amateurs y profesionales, mientras que la Costa Norte atrae a los especialistas de olas gigantes.
En Honolulu se celebran varias carreras masivas:
- La Great Aloha Run es una carrera a pie de 8 millas (13 km) que se celebra anualmente el Día del Presidente desde 1985.
- El Maratón de Honolulu se celebra anualmente el segundo domingo de diciembre desde 1973. Atrae a más de 20.000 participantes cada año, la mitad a dos tercios de ellas procedentes de Japón.
- El Triatlón de Honolulu se celebra anualmente en mayo desde 2004.
- El Ironman de Hawái se realiza desde 1978, siendo el primer triatón de la historia en dicha distancia.

Los aficionados de los deportes con espectadores en Honolulu en general apoyan el fútbol americano, voleibol, baloncesto, rugby, Rugby League y el béisbol de la Universidad de Hawái. Actualmente Honolulu no tiene equipos deportivos profesionales aunque en el pasado fue la sede de los Hawaii Islanders (Pacific Coast League, 1961-87), el Team Hawaii (North American Soccer League, 1977), y los Hawaiian Islanders (AF2 2002-2004). 

### Idaho
El principal equipo deportivo universitario son los Boise State Broncos, que compiten en la Mountain West Conference. Por su parte, los Idaho Vandals y los Idaho State Bengals son rivales en la Big Sky Conference. EL Famous Idaho Potato Bowl es un bowl de postemporada de fútbol americano universitario que se juega en Boise desde 1997.
Los Idaho Steelheads compiten desde 2003 en la ECHL, la tercera liga de hockey sobre hielo.

### Montana
Montana es uno de los pocos estados que carece de un equipo en alguna liga mayor. Sin embargo, posee varios equipos en la Liga menor de béisbol:
- Missoula Osprey
- Great Falls White Sox
- Helena Brewers
- Billings Mustangs

Por otra parte, las universidades del estado cuentan con sus propios equipos que compiten en distintos deportes. Entre los equipos universitarios destacan los Montana Grizzlies y los Montana State Bobcats, que forman parte de la Big Sky Conference y son partícipes de una gran rivalidad desde principios del siglo XX. Especialmente populares son los equipos de fútbol americano y baloncesto.

### Nevada
Nevada es uno de los pocos estados del país donde las apuestas deportivas son legales. Para evitar fraudes, las grandes ligas han decidido no tener equipos allí.[cita requerida] No obstante, algunos equipos han jugado temporalmente en Las Vegas, por ejemplo el Utah Jazz de la National Basketball Association en 1983/84, Los Angeles Lakers de la NBA en 1992, y los Oakland Athletics de las Grandes Ligas de Béisbol en 1996. Este veto a las franquicias profesionales ha sido roto por la creación de una franquicia, Vegas Golden Knights, con sede en Las Vegas, que empezará a competir en la NHL en la temporada 2017/18. 
Y el posterior traslado de Oakland Raiders de la NFL a Las Vegas convirtiéndose en Las Vegas Raiders, en enero de 2020, juegan  en la división oeste  de la NFL, disputan sus partidos como local en el Allegiant Stadium con capacidad para 65.000 espectadores, ubicado  al sur de Las Vegas.
En tanto, el estado ha sido sede del NBA All-Star Game 2007 y la NBA Summer League desde 2004. Además, los Las Vegas Quicksilvers disputaron la North American Soccer League en 1977, contando como estrella a Eusébio.
Las Vegas es conocida como la capital del boxeo profesional. Allí se han realizado numerosos combates entre estrellas como Muhammad Ali, George Foreman, Ron Lyle, Sugar Ray Leonard, Thomas Hearns, Evander Holyfield, Mike Tyson, Óscar de la Hoya, Floyd Mayweather y Manny Pacquiao. A partir de la década de 1990 la ciudad ha albergado numerosos combates de artes marciales mixtas, en particular de Ultimate Fighting Championship.
El Gran Premio de Las Vegas fue una carrera de automovilismo disputada en circuitos temporarios, puntuable para la Fórmula 1 y la CART. En tanto, el óvalo de Las Vegas Motor Speedway ha albergado carreras de la Copa NASCAR, la CART y la IndyCar Series.
El Shriners Hospitals for Children Open es un torneo de golf que pertenece al PGA Tour desde 1983. El Seven de Estados Unidos, un torneo de rugby de la Serie Mundial de Rugby 7 de la IRB, se juega en Las Vegas desde 2010.
En cuanto a deporte universitario, los UNLV Rebels y el Nevada Wolf Pack son equipos rivales en la Mountain West Conference. Los Rebels se han destacado en baloncesto masculino, donde lograron 13 campeonatos de conferencia, un campeonato nacional y cuatro semifinales nacionales. A su vez, en Nevada se juega la final de la MWC de baloncesto masculino y el Las Vegas Bowl de fútbol americano.

### Nuevo México
El rodeo es por excelencia el deporte predilecto de los neomexicanos, su origen colonial ha hecho de este una tradición que comparte con otros estados vecinos y de igual modo con los mexicanos, las suertes de montas y lazadas son elementos primordiales entre los participantes.
Se puede practicar el esquí sobre nieve y además tiene una excelente infraestructura que permite la práctica de este deporte casi la mayor parte del año donde vienen turistas nacionales y turistas mexicanos por la cercanía con las zonas de esquí alpino.
El hockey sobre hielo es otro de los deportes que se practica en este estado, el ciclismo de montaña, la pesca, el senderismo, el béisbol, el baloncesto y el fútbol americano.
Ningún equipo deportivo profesional de las grandes ligas tiene su sede en Nuevo México, pero los Albuquerque Isotopes son la filial de béisbol de la Liga de la Costa del Pacífico de los Colorado Rockies de la MLB. El estado alberga varios equipos de béisbol de la Pecos League: los Roswell Invaders, los Ruidoso Osos, los Santa Fe Fuego y los White Sands Pupfish. Los Duke City Gladiators de la Liga de Fútbol Sala (IFL) juegan en casa en el Tingley Coliseum de Albuquerque. La ciudad también alberga dos equipos de fútbol: New Mexico United, que comenzó a jugar en la USL Championship de segundo nivel en 2019, y Albuquerque Sol FC, que juega en la USL League Two de cuarto nivel.
El atletismo colegial es el centro de los deportes para espectadores en Nuevo México, concretamente la rivalidad entre varios equipos de la Universidad de Nuevo México Lobos y los New Mexico State Aggies. La intensa competición entre los dos equipos se conoce a menudo como la "Rivalidad del Río Grande" o la "Batalla de la I-25" en reconocimiento a que ambos campus están situados a lo largo de esa autopista. La NMSU también mantiene una rivalidad con la Universidad de Texas en El Paso que recibe el nombre de "Batalla de la I-10". El ganador del partido de fútbol americano NMSU-UTEP recibe el trofeo Silver Spade.
El medallista de oro olímpico Tom Jager, partidario del controvertido entrenamiento de natación a gran altitud, ha realizado campos de entrenamiento en Albuquerque, a 1619 m (5312 pies), y en Los Álamos, a 2231 m (7320 pies).

### Oregón
La ciudad de Portland tiene dos equipos deportivos en las grandes ligas profesionales: los Portland Trail Blazers de la National Basketball Association desde 1970 y los Portland Timbers de la Major League Soccer desde 2011. En 2015 logró su primer título tras vencer 2-1 al Columbus Crew en la MLS Cup 2015. Los Trail Blazers lograron un título de la NBA en 1977.
Los dos principales equipos deportivos universitarios son los Oregon Ducks y los Oregon State Beavers, rivales en la Pacific-12 Conference de la División I de la NCAA y ganadores del Rose Bowl.
El Portland International Raceway albergó carreras de automovilismo de la CART, el Campeonato IMSA GT, la American Le Mans Series y la NASCAR Truck Series.

### Utah
El equipo de baloncesto de la NBA, los Utah Jazz, juegan en la cancha del Vivint Smart Home Arena (antes denominado EnergySolutions Arena) en Salt Lake City. Utah es el estado estadounidense con menor población que tiene una franquicia en una de las llamadas «Grandes Ligas» de deporte profesional de los Estados Unidos, aunque el Distrito de Columbia tiene menor población. 
En cuanto a deporte universitario, los BYU Cougars han ganado el campeonato nacional de fútbol americano en 1984 y triunfaron en el Cotton Bowl en la temporada 1983. Otros equipos del estado son los Utah Utes, los Utah State Aggies y los Weber State Wildcats.
La estación de esquí de Park City acoge competiciones internacionales de deportes de invierno, sobre todo de esquí alpino, y fue una de las sedes de los Juegos Olímpicos de Invierno de 2002.
El Real Salt Lake de la Major League Soccer se fundó en 2005 y juega sus partidos como local en el Río Tinto Stadium (ahora conocido como America First Field en Sandy. RSL sigue siendo el único equipo deportivo de la liga mayor de Utah que ha ganado un campeonato nacional, tras conquistar la Copa MLS en 2009. RSL cuenta actualmente con tres equipos adultos, además del equipo de la MLS. El Real Monarchs, que compite en el tercer nivel de la MLS Next Pro, es el equipo reserva oficial de RSL. El equipo comenzó a jugar en la temporada 2015 en el Estadio Río Tinto, permaneciendo allí hasta trasladarse al Estadio Zions Bank, situado en el centro de entrenamiento de RSL en Herriman, para la temporada 2018 y posteriores.
El Utah Royals FC, que comparte propiedad con RSL y también juega en el América First Field, ha jugado en la National Women's Soccer League, el máximo nivel del fútbol femenino de EE. UU, desde 2018. Antes de la creación de los Royals, el principal equipo femenino de RSL había sido el Real Salt Lake Women, que comenzó a jugar en la Women's Premier Soccer League en 2008 y pasó a la United Women's Soccer en 2016. El RSL Women juega actualmente en la Utah Valley University de Orem.

### Washington
El estado de Washington tiene tres equipos profesionales de grandes ligas: los Seattle Seahawks de la National Football League, los Seattle Mariners de las Grandes Ligas de Béisbol y el Seattle Sounders FC de la Major League Soccer. Los Seahawks y Sounders juegan de local en el CenturyLink Field y los Mariners en el Safeco Field, todos ellos luego de haberse mudado del Kingdome.
Por su parte, los Seattle SuperSonics de la National Basketball Association compitieron entre 1967 y 2008, tras lo cual se mudaron de estado. Desde 2000, Seattle Storm compite en la WNBA de baloncesto femenino. Ambos equipos han jugado principalmente en la KeyArena.

### Wyoming
Debido a su escasa población, Wyoming carece de grandes equipos deportivos profesionales; los Wyoming Mustangs, un equipo de fútbol americano indoor con sede en Gillette que comenzó a jugar en 2021, es el único equipo profesional del estado. 

## Territorios

### Samoa Americana
- Samoa Americana en los Juegos Olímpicos
- Selección de fútbol de Samoa Americana

### Guam
- Guam en los Juegos Olímpicos
- Selección de Fútbol
- División 1

El equipo nacional juega en el Estadio Nacional de Fútbol de Guam y es conocido como el equipo "matao". Matao es la definición de nivel más alto o clase "noble"; el equipo matao lo ha hecho excepcionalmente bien bajo la dirección del entrenador Gary White. A partir de 2016, el Matao es dirigido por Darren Sawatzky, el actual entrenador principal. La principal división de fútbol en Guam es la Liga de Fútbol Masculino de Guam. El Rovers FC y el Guam Shipyard son los clubes más competitivos y exitosos de la liga, ambos han ganado nueve campeonatos en los últimos años.
Guam entró en el Grupo D de clasificación para la Copa Mundial de la FIFA 2018. Guam organizó los partidos de clasificación en la isla por primera vez en 2015. Durante la ronda de clasificación, Guam consiguió su primera victoria en la clasificación para la Copa Mundial de la FIFA al derrotar a la selección nacional de fútbol de Turkmenistán. Desde entonces, el equipo ha experimentado un éxito moderado en la ronda de clasificación con un récord de 2-1-1.
El equipo nacional de baloncesto de Guam es tradicionalmente uno de los mejores equipos de la región de Oceanía, detrás del equipo nacional de baloncesto masculino de Australia y el equipo nacional de baloncesto de Nueva Zelanda. A partir de 2015, es el actual campeón del Torneo de Baloncesto de los Juegos del Pacífico. Guam es sede de varias organizaciones de baloncesto, entre las que se encuentra la Asociación de Baloncesto de Guam.
Guam está representada en el rugby por el equipo nacional de rugby de Guam. El equipo nunca se ha clasificado para una Copa Mundial de Rugby. Guam jugó su primer partido en 2005, un empate 8-8 con la selección nacional de rugby de la India. La mayor victoria de Guam fue un partido de 74-0 contra la selección nacional de rugby de Brunéi en junio de 2008.

### Islas Marianas del Norte
A diferencia de Puerto Rico, el otro estado libre asociado a Estados Unidos, Islas Marianas del Norte nunca ha participado en los Juegos Olímpicos. Los deportes de equipo populares en los Estados Unidos fueron introducidos en las Islas Marianas del Norte por soldados estadounidenses durante la Segunda Guerra Mundial. El béisbol es el deporte más popular de las islas. Los equipos de las islas han hecho apariciones en la Serie Mundial de Pequeñas Ligas (en las divisiones Pequeña, Junior, Senior y Grandes Ligas), así como han ganado medallas de oro en los Juegos Micronesios y los Juegos del Pacífico Sur.
El baloncesto y las artes marciales mixtas también son populares en las islas, que fueron anfitrionas del Torneo de Baloncesto de Oceanía 2009. Trench Wars es la marca de artes marciales mixtas de las islas. Los luchadores del territorio han competido en el Pacific Xtreme Combat, así como en el UFC.
La selección de fútbol es el equipo representativo de las islas en dicho deporte. Es un miembro pleno de la AFC y se encuentra en proceso para ingresar a la FIFA. Es una de las selecciones más débiles del continente y del mundo, puesto que nunca ha participado en un torneo importante y en la mayoría de sus encuentros sufre estrepitosas goleadas en contra. Dentro de las islas existe el Campeonato de fútbol de las Islas Marianas del Norte; se disputa desde 2006 y el club más ganador es el Tan Holdings FC con 6 títulos.
Otros deportes en la región incluyen el Ultimate Frisbee, el voleibol, el tenis, la navegación con balancines, el softbol, el voleibol de playa, el rugby, el golf, el boxeo, el kickboxing, el taekwondo, el atletismo, la natación, el triatlón y el fútbol americano.
- Selección de fútbol de las Islas Marianas del Norte
- Northern Mariana Championship

### Islas Vírgenes
En las Islas Vírgenes estadounidenses los deportes más populares son el baloncesto, donde incluso ha obtenido logros a nivel de selección; el béisbol, aunque no con los mismos resultados, y el fútbol aunque este es menos popular. 

### Puerto Rico
En Puerto Rico, los deportes más populares son el béisbol, el baloncesto y el boxeo.También tuvo representantes que se han destacado a nivel mundial en otros deportes como: atletismo, voleibol, tenis, golf, softbol, judo, lucha olímpica, entre otros.
Algunos de los atletas más destacados que tiene y ha tenido la Isla son:
Baloncesto: José Juan Barea, Carlos Arroyo, José Ortiz, Raymond Dalmau, Elías Ayuso, Eddie Casiano, entre muchos otros.
Béisbol: Roberto Clemente, Roberto Alomar, Orlando Cepeda, Iván Rodríguez, Yadier Molina, Carlos Beltrán, Carlos Correa, Francisco Lindor, Javier Báez, Carlos Delgado, Edgar Martínez, Juan González, Bernie Williams, entre muchos otros.
Boxeo: Miguel Cotto, Wilfredo Gómez, Wilfred Benítez, Héctor Camacho, Félix Trinidad, Wilfredo Vázquez, Edwin Rosario, Iván Calderón, Carlos Ortiz, entre muchos otros.
Voleibol (hombres): Héctor Soto, Luis Rodríguez, Ozzie Antonetti, Gregory Berríos, Papolito López, de entre otros.
Voleibol (mujeres): Áurea Cruz, Karina Ocasio, Sheila Ocasio, Jetzabel Del Valle, Eva Cruz, Daly Santana, Deborah Sheilhamer, Natalia Valentín entre otras.
Tenis: Mónica Puig (oro olímpico en individuales en los Juegos Olímpicos de Río de Janeiro 2016, el primero en la historia de Puerto Rico), Marimer Olazagasti, Charlie Pasarell, y Gigy Fernández los 3 están en el Salón de la Fama del Tenis internacional.
Tenis de Mesa: Adriana Díaz, Melanie Díaz, Fabiola Díaz, Gabriela Díaz, Daniely Ríos, Brian Afanador.
Golf: Chi-Chi Rodríguez
Lucha Olímpica: Jaime Espinal